# 山谷尚人
山谷 尚人 (やまたに なおと) は、日本に住む男性音響効果技師。サウンドボックス所属。主に太田雅彦監督作品などを担当。

## 作品
- サムライチャンプルー（効果助手）
- HINOKIO（効果助手）
- TOKKO 特公
- RAY THE ANIMATION
- 劇場版 どうぶつの森 ※倉橋裕宗、米原想、緒方康恭、西佐知子、渡辺雅文と共同担当
- がくえんゆーとぴあ まなびストレート!
- シュヴァリエ 〜Le Chevalier D'Eon〜
- 神曲奏界ポリフォニカ シリーズ
- sola
- ルパン三世 霧のエリューシヴ（効果助手）
- 東京マーブルチョコレート
- みなみけ シリーズ
- Mnemosyne-ムネモシュネの娘たち-（効果助手）
- マクロスF（効果助手）
- RD 潜脳調査室
- ルパン三世 GREEN vs RED ※倉橋静男と共同担当
- ルパン三世 sweet lost night 〜魔法のランプは悪夢の予感〜 ※倉橋静男と共同担当
- DEATH NOTE リライト2 Lを継ぐ者 ※テレビシリーズおよびSP1はアニメサウンドプロダクション
- HELLSING（OVA版）※第5話から第7話担当
- スティッチ! シリーズ ※第3シリーズはフィズサウンドクリエイション
- 北斗の拳 ラオウ外伝 天の覇王（効果助手）
- 明日のよいち!
- 咲-Saki- シリーズ
- 戦国BASARA シリーズ（劇場版も含む）※劇場版は緒方康恭、小山健二、三井友和、武藤晶子と共同担当
- 交響詩篇エウレカセブン ポケットが虹でいっぱい（効果助手）
- 戦う司書 The Book of Bantorra
- 大統領は私が撃った!JFK事件45年目の衝撃 ※ アニメパートのみ
- けんぷファー シリーズ
- 劇場版 マクロスFシリーズ（効果助手）
- レイトン教授と永遠の歌姫 ※倉橋静男、武藤晶子、長谷川卓也、三井友和、緒方康恭、西佐知子と共同担当
- 聖痕のクェイサー シリーズ
- ルパン三世 the Last Job ※倉橋静男と共同担当
- いちばんうしろの大魔王
- 迷い猫オーバーラン! ※第8話のみ担当、中野勝博と共同担当
- みつどもえ シリーズ
- スーパーロボット大戦OG -ジ・インスペクター-
- 俺の妹がこんなに可愛いわけがない シリーズ
- 娘クリ Nyan×2 Music Clip（効果助手）
- DOG DAYS シリーズ
- テレビまんが 昭和物語 ※倉橋静男、渡邊雅文と共同担当
- ゆるゆり シリーズ
- 魔乳秘剣帖
- この男子、宇宙人と戦えます。
- ルパン三世 血の刻印 〜永遠のMermaid〜 ※倉橋静男、長谷川卓也、武藤晶子、緒方康恭と共同担当
- ギルティクラウン（効果助手）
- 輪廻のラグランジェ シリーズ
- チベット犬物語 〜金色のドージェ〜 ※倉橋裕宗、長谷川卓也、西佐知子と共同担当
- モーレツ宇宙海賊
- ルパン三世 Master File「ルパン一家勢揃い」 ※倉橋静男と共同担当
- エウレカセブンAO（効果助手） ※第1話から第10話、完結編を担当
- はいたい七葉
- 伏 鉄砲娘の捕物帳 ※倉橋静男、西佐知子と共同担当
- マクロスFB7 オレノウタヲキケ!（効果助手）
- ルパン三世 東方見聞録 〜アナザーページ〜 ※倉橋静男、西佐知子と共同担当
- この男子、人魚ひろいました。
- 琴浦さん
- キラ☆キラ 5th Anniversary Live Anime KICK START GENERATION
- 進撃の巨人シリーズ ※倉橋静男と共同担当
- ムシブギョー
- ハル ※長谷川卓也、緒方康恭と共同担当
- 恋愛ラボ
- 暗殺教室 ※ジャンプスーパーアニメツアー2013版
- 花のずんだ丸
- ルパン三世 princess of the breeze 〜隠された空中都市〜 ※倉橋静男、長谷川卓也、西佐和子、中野勝博と共同担当
- マケン姫っ!通
- 姉ログ 靄子姉さんの止まらないモノローグ
- さばげぶっ!
- 失われた未来を求めて
- 冴えない彼女の育てかたシリーズ
- ローリング☆ガールズ
- ドラゴンコレクション
- 干物妹!うまるちゃん
- 進撃!巨人中学校（効果助手）
- 北斗の拳 イチゴ味
- VALKYRIE DRIVE -MERMAID-
- ディバインゲート
- 牙狼 -紅蓮ノ月-
- 12歳。〜ちっちゃなムネのトキメキ〜
- 甲鉄城のカバネリ（効果助手）
- マクロスΔ（効果助手）
- アイドルメモリーズ
- はがねオーケストラ
- Fate/Grand Order -First Order- ※長谷川卓也、緒方康恭と共同担当
- 弱酸性ミリオンアーサー
- ガヴリールドロップアウト
- ALL OUT!!
- ロクでなし魔術講師と禁忌教典
- ノー・ガンズ・ライフ
- ハコヅメ〜交番女子の逆襲〜
- おにぱん![1]
- バブル
- め組の大吾 救国のオレンジ
- ミギとダリ
- トリリオンゲーム[2]
- Re:Monster
- しかのこのこのここしたんたん
- 機動戦士Gundam GQuuuuuuX[3]
- ふたりソロキャンプ
- 不思議の国でアリスと -Dive in Wonderland-[4][5]